# 상하이 지하철 3호선
상하이 지하철 3호선(명주선)은 경궤(軽軌)라고 불리며, 2000년 12월 26일에 개통하였다. 영업 거리는 40.3km로 상하이 시내에서 가장 긴 지하철 노선이다.

## 개요
3호선은 상하이 최초의 고가 도시 철도 노선으로, 일부 구간에서는 과거의 후신철로 내환선(沪杭铁路内环线)(전 노선)과 숭후 지선(淞沪支线)(원수이둥로(汶水东路) 이남)을 사용했다. 상하이 남역에서 장완쩐역간의 1차 구간은 총 24.975 km 길이로, 고가 구간은 21.516 km, 지면 구간은 3.459 km, 기존 철도 노선 이용구간은 18 km로, 지면 선로와 도로간의 건널목은 없다. 이 구간의 역 수는 19개로, 이중 고가역은 16개, 지면역은 3개이며, 평균 역간 거리는 1.37 km이다. 시룽루역에서 갈라져 나오는 철도를 따라 철도 정차장이 있으며, 훙차오루역과 둥바오싱루역에서 2개의 100/35kV 센터 변전소와, 11개의 전기 철도용 변전소, 각 역마다 배치된 강압 변전소가 있다. 총 투자는 약 93.78억 위안이다. 1997년에 기공되어,, 2000년 12월 26일에 정식 개통했다.
3호선의 장완쩐역 이북의 연장 계획으로 설계된 노선은, 이셴로(逸仙路) 서쪽을 따라 고가로 가다, 윈짜오방(蕴藻浜)을 건넌 후, 퉁지로(同济路)의 서쪽을 따라 계속 가다가,  모허로(漠河路)에서 서쪽으로 돌아서, 푸진로(富锦路)의 남쪽을 따라 가고, 시탕허(泗塘河)을 건너서 푸진로의 서쪽을 따라 가다가, 바오강 철로(宝钢铁路)를 지나 서쪽으로 간 후 장양베이루역을 지나 차량기지로 간다. 이 계획은 고가 노선으로 설계되어, 남쪽의 기존 북쪽 종착역인 장완쩐역과, 북쪽의 바오산구 위에푸진(月浦镇)의 장양베이루역 간을 잇는다. 이 구간의 총 길이는 15.365 km로, 이중 고가 구간은 12.527 km, 천장이 열려 있는 지하 구간은 1.979 km, 지면 구간은 9.859 km이다. 2006년 12월 18일 시범 운영을 시작하여,총 35억 위안의 비용이 들 것으로 예상했다. 3호선 대부분의 구간은 고가에 건설되어 통합 비용이 동일한 길이의 지하 노선의 3분의 1에도 미치지 않으며 건설도 2~3배 더 빨랐다. 노선 색상은 Pantone 109C（C=2 M=16 Y=100 K=0）이다.

## 노선 개요
- 운행거리：40.340km
- 역수：29개
- 궤간：1,435mm
- 전기 방식：1,500V 직류(가선 집전 방식)
- 복선 구간：전 노선
- 전철화 구간：전 노선
- 지면구간：상하이 남역—시룽루 동북, 중탄루 서—바오산루 서, 티에리루 서-장양북
- 지하구간：여우이루 서-티에리루 서
- 고가구간：시룽루 동북, 중탄루 서, 바오산루 서-장완쩐-여우이루 서

## 차량

### 03A01형 전동차
- 제조 회사：알스톰 ，남경 포진거량창
- 설계 시속：80 km/h
- 차량 편성：6량 편성（견인차＋4×객차 차량＋견인차）
- 차량：길이 23.54m，폭 3m，정원 310인

## 역 목록
| 역명               | 역명       | 역명                           | 환승                                  | 거리 (km) | 거리 (km) | 소재지   |
| 한국어             | 중국어     | 영어                           | 환승                                  | 거리 (km) | 거리 (km) | 소재지   |
| ------------------ | ---------- | ------------------------------ | ------------------------------------- | --------- | --------- | -------- |
|                    |            |                                |                                       |           |           |          |
| 상하이 남역        | 上海南站   | Shanghai South Railway Station | ■ 1호선 ■ 15호선 ■ 진산선 상하이 남역 |           |           | 쉬후이구 |
| 시룽루             | 石龙路     | Shilong Road                   |                                       |           |           | 쉬후이구 |
| 룽차오루           | 龙漕路     | Longcao Road                   | ■ 12호선 ■ 23호선 (공사중)            |           |           | 쉬후이구 |
| 차오시루           | 漕溪路     | Caoxi Road                     |                                       |           |           | 쉬후이구 |
| 이산루             | 宜山路     | Yishan Road                    | ■ 4호선 ■ 9호선                       |           |           | 쉬후이구 |
| 훙차오루           | 虹桥路     | Hongqiao Road                  | ■ 4호선 ■ 10호선                      |           |           | 장닝구   |
| 옌안시루           | 延安西路   | West Yan'an Road               | ■ 4호선                               |           |           | 장닝구   |
| 중산 공원          | 中山公园   | Zhongshan Park                 | ■ 2호선 ■ 4호선                       |           |           | 장닝구   |
| 진사장루           | 金沙江路   | Jinshajiang Road               | ■ 4호선 ■ 13호선                      |           |           | 푸퉈구   |
| 차오양루           | 曹杨路     | Caoyang Road                   | ■ 4호선 ■ 11호선 ■ 14호선             |           |           | 푸퉈구   |
| 전핑루             | 镇坪路     | Zhenping Road                  | ■ 4호선 ■ 7호선                       |           |           | 푸퉈구   |
| 중탄루             | 中潭路     | Zhongtan Road                  | ■ 4호선                               |           |           | 푸퉈구   |
| 상하이 철도역      | 上海火车站 | Shanghai Railway Station       | ■ 1호선 ■ 4호선 상하이 역             |           |           | 징안구   |
| 바오산루           | 宝山路     | Baoshan Road                   | ■ 4호선                               |           |           | 징안구   |
| 둥바오싱루         | 东宝兴路   | Dongbaoxing Road               |                                       |           |           | 훙커우구 |
| 훙커우 축구 경기장 | 虹口足球场 | Hongkou Football Stadium       | ■ 8호선                               |           |           | 훙커우구 |
| 치펑루             | 赤峰路     | Chifeng Road                   |                                       |           |           | 훙커우구 |
| 다바이슈           | 大柏树     | Dabaishu                       |                                       |           |           | 훙커우구 |
| 장완전             | 江湾镇     | Jiangwan Town                  | ■ 20호선 (공사중)                     |           |           | 훙커우구 |
| 인가오시루         | 殷高西路   | West Yingao Road               |                                       |           |           | 바오산구 |
| 창장난루           | 长江南路   | South Changjiang Road          | ■ 18호선                              |           |           | 바오산구 |
| 송파루             | 淞发路     | Songfa Road                    |                                       |           |           | 바오산구 |
| 장화빈             | 张华浜     | Zhanghuabang                   |                                       |           |           | 바오산구 |
| 송빈루             | 淞滨路     | Songbin Road                   |                                       |           |           | 바오산구 |
| 수이찬루           | 水产路     | Shuichan Road                  |                                       |           |           | 바오산구 |
| 바오양루           | 宝杨路     | Baoyang Road                   |                                       |           |           | 바오산구 |
| 여우이루           | 友谊路     | Youyi Road                     |                                       |           |           | 바오산구 |
| 티에리루           | 铁力路     | Tieli Road                     |                                       |           |           | 바오산구 |
| 장양베이루         | 江杨北路   | North Jiangyang Road           |                                       |           |           | 바오산구 |
|                    |            |                                |                                       |           |           |          |

## 같이 보기
- 상하이 지하철